# 高梁サービスエリア

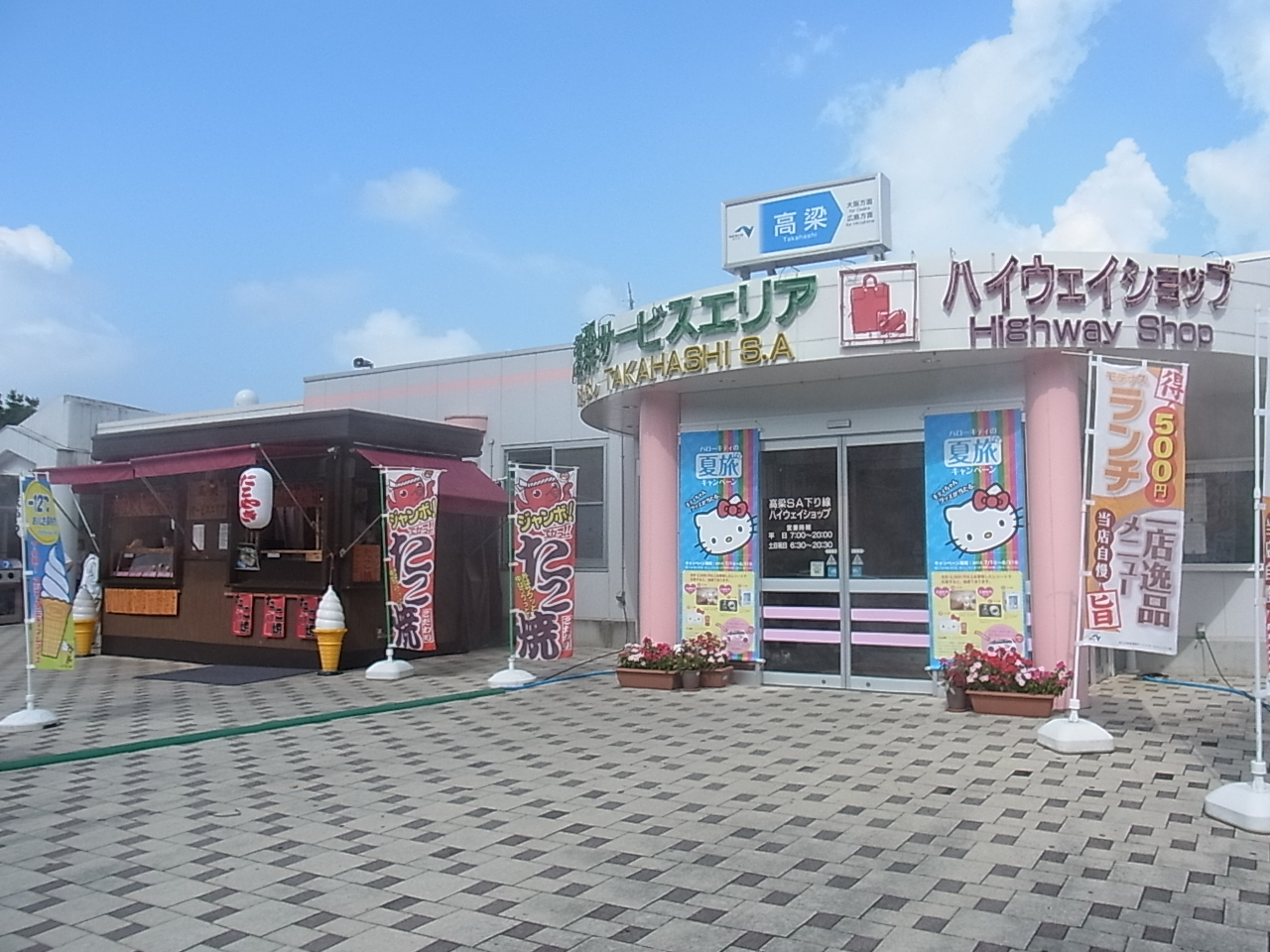
下り線施設（2012年7月）

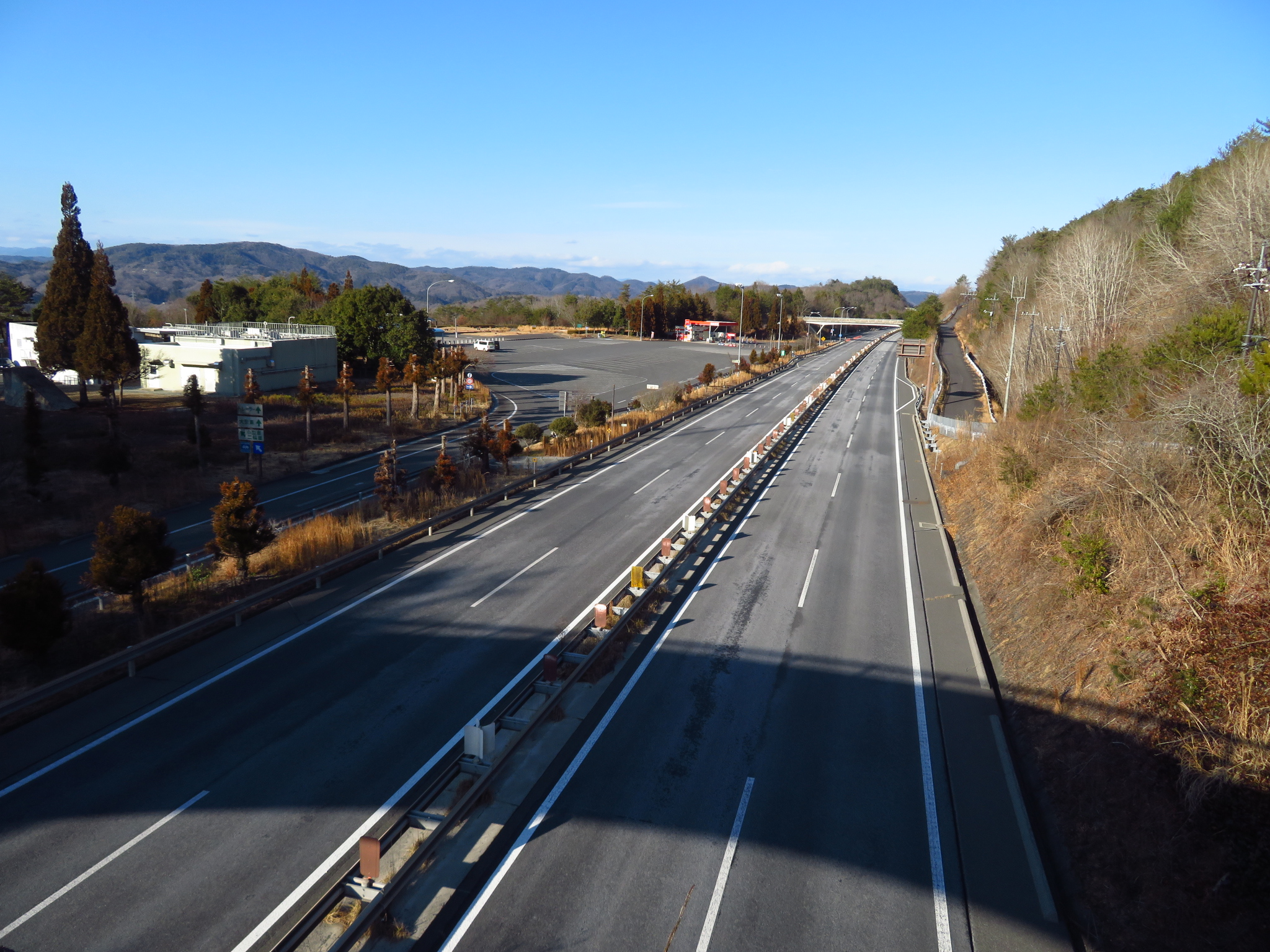
本線から下り線駐車場を望む

高梁サービスエリア（たかはしサービスエリア）は、岡山県高梁市巨瀬町（こせちょう）にある岡山自動車道のサービスエリアである。
上下線の施設は0.5km離れている。岡山自動車道唯一のサービスエリアで、開業当初からレストランなどが設置されていない。

## 歴史
- 1997年（平成9年）3月15日：中国自動車道岡山総社IC - 北房JCT間開通に伴い供用開始。

## 道路
- E73 岡山自動車道

## 施設

### 上り線（山陽道方面）
- 駐車場
  - トレーラー：3台
  - 大型：17台
  - 小型：40台
  - 二輪：4台
  - 車椅子用駐車場有（小型：1台）
- ウェルカムゲート駐車場：7台[1]
- トイレ[2]
  - 男性 大4（和式1・洋式3）・小6
  - 女性 12（和式2・洋式10）
  - 車椅子用 1
- スナック（西日本高速道路リテール[3] 平日11:00 - 19:00、土曜・日曜・祝日11:00 - 20:00）
- ショッピング（西日本高速道路リテール 平日8:00 - 20:00、土曜・日曜・祝日8:00 - 21:00）
- 自動販売機
- 携帯電話充電器（7:30 - 20:30）
- ハイウェイ情報ターミナル
- ガソリンスタンド（ENEOS（西日本宇佐美）セルフ 8:00 - 22:00）
  - 2008年（平成20年）12月1日まで新日本石油（イマイ）が営業していた。
  - 2012年（平成24年）8月28日まで営業を休止して、セルフ化と運営者変更によって営業を再開した[4]。
- 電気自動車用急速充電器（24時間） 要事前登録[5]

### 下り線（中国道方面）
- 駐車場
  - トレーラー：3台
  - 大型：20台
  - 小型：40台
  - 二輪：4台
  - 車椅子用駐車場有（小型：1台）
- ウェルカムゲート駐車場：5台[1]
- トイレ[2]
  - 男性 大4（和式1・洋式3）・小6
  - 女性 12（和式2・洋式10）
  - 車椅子用 1
- スナック（西日本高速道路リテール 平日11:00 - 19:00、土曜・日曜・祝日11:00 - 20:00）
- ショッピング（西日本高速道路リテール 平日7:00 - 19:00、土曜・日曜・祝日7:00 - 20:00）
- 自動販売機
- 携帯電話充電器（7:00 - 20:00）
- ハイウェイ情報ターミナル
- ガソリンスタンド（ENEOS（西日本宇佐美）セルフ 8:00 - 19:00[6]）
  - 2008年（平成20年）12月1日から営業を休止していたが、2012年（平成24年）10月1日に業者を入れ替えて営業を再開[4][7]。NEXCO西日本管内で初めて地元業者と直接契約して運営し、無印スタンドとして営業する唯一の有料道路上のガソリンスタンドだったが、2018年（平成30年）3月31日に再び休止することになり、下り線側のガソリンスタンドが再びなくなる[8][9]。2019年（平成31年）3月28日に再度営業を再開した[6]。
- 電気自動車用急速充電器（24時間） 要事前登録[10]

## 隣
E73 岡山自動車道
(2) 賀陽IC/BS - 高梁SA - (3) 有漢IC/BS